# EX THEATER ROPPONGI
EX THEATER ROPPONGI（イーエックス シアター ロッポンギ）は、東京都港区西麻布のEXタワー地上2階から地下3階までにある劇場である。

## 概要
2013年（平成25年）11月30日に開業。同年に開局55周年となったテレビ朝日が開設したライブハウスも兼ねた劇場施設である。
こけら落しは、2013年11月30日の『B'z完全招待制ライブ』だが、こけら落し前にも『ミュージックステーション3時間スペシャル（55時間テレビ）』などのライブ収録が行われていた。
またライブ以外にも落語やミュージカル、さらに2015年以降、童謡こどもの歌コンクール（旧称全国童謡歌唱コンクール）グランプリ大会の会場、テレビ朝日ホールディングス株主総会会場としても使用されている。
天井に設置されたミラーボールは、日本初のLED照明内蔵型であり、演出に合わせてミラーボールが自発光し、壁面にもLEDのバーが設置されている。客席は「アリーナ」「バルコニー席（2階）」「スタンド席（3階）」「サイドバルコニー席」から構成。ロールバックチェア（移動観覧席）でスタンディング・シーティングの両スタイルに対応している。演者と観客が一体感を味わえるように客席からステージまでの水平距離は最大22mに抑え、遮音防振性能確保のため床・壁・天井を全て浮構造とするとともに、壁面には反射・吸音面が分散配置されている。
災害時にはシアターは帰宅困難者を収容する一時退避場所として開放される。

## 施設概要
- 収容人数：スタンディング時1,746人、椅子使用時920席
- コインロッカー数：全1,104個
- 交通手段：
  - 東京メトロ日比谷線・都営地下鉄大江戸線　六本木駅から徒歩5分
  - 東京メトロ千代田線　乃木坂駅から徒歩8分
  - 東京メトロ南北線・都営地下鉄大江戸線 麻布十番駅から徒歩11分
  - 都営バス都01系統 EXシアター六本木停留所
  - 港区コミュニティバス「ちぃばす」青山ルートで六本木六丁目停留所（六本木ヒルズ発）または西麻布一丁目停留所（青山方面から）